# Puente romano de Patras
El Puente romano de Patras (en griego: Ρωμαϊκή γέφυρα Πάτρας) es uno de los principales monumentos de época romana visibles en la ciudad griega de Patras, en el Peloponeso. La estructura, que ha sido reconstruido varias veces, contiene restos que datan de principios del siglo II hasta finales del siglo IV. Se encuentra en el barrio de Ambelókipi, a unos 400 m al noroeste del Museo Arqueológico de Patras.

## Historia
Situado en la vía romana que unía Patras con Egio, el primer puente, consistente en un único arco de medio punto aún visible hoy en día, formaba parte probablemente del programa de construcción pública encargado por el emperador Trajano hacia el año 114. Cruza el río costero Kallinaos  al norte de la ciudad romana.
Una segunda estructura, de la que quedan muy pocos restos, probablemente sustituyó a la primera entre 276 y 283. Como demuestra una inscripción métrica hallada en los cimientos de las estructuras posteriores, el puente del siglo III fue financiado por Artemios, residente de la aldea de Mesatis, que pasó a formar parte de Patras por sinecismo.
A finales del siglo IV, durante el reinado del emperador Arcadio, probablemente hacia el año 397, tras el saqueo del Peloponeso por los visigodos, se construyó un tercer puente con dos arcos de medio punto sobre la base de las estructuras anteriores. La abertura del arco del puente original se redujo tras esta reconstrucción. Varios siglos más tarde, el lugar fue escenario de una gran inundación que hizo cambiar el cauce del río. Ya fuera del agua y dañado, el puente permaneció sin embargo como vía de circulación.
Fue descubierto a principios de la década de 1980 durante unas obras de construcción de viviendas. El antiguo lecho del río fue localizado en 2001, mientras que las excavaciones y mejoras llevadas a cabo en los años siguientes por el Eforato de Antigüedades de Acaya permitieron despejar el edificio y protegerlo de la intemperie con un tejado metálico.

## Arquitectura

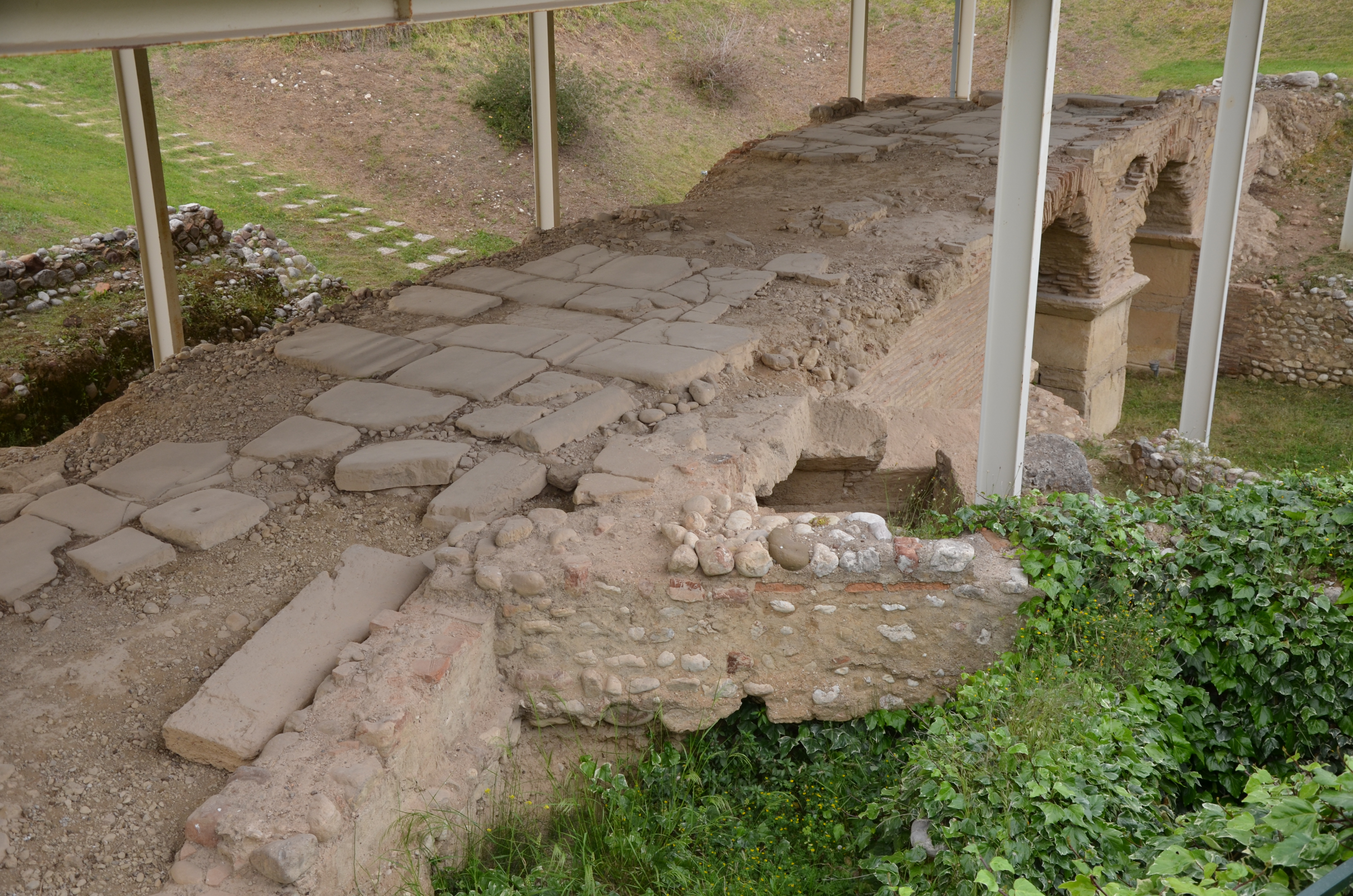
Vista de la estructura desde el norte.

Es el puente antiguo de dos arcos mejor conservado de Grecia.
La mampostería se compone principalmente de ladrillos, guijarros y spolias. El arco del siglo II es de travertino, mientras que los dos pilares del puente del IV tienen un revestimiento de piedra dura. En los cimientos se encontraron restos de dos estatuas de mármol sin cabeza y dos monedas que datan del siglo IV.
Las orillas del río también muestran vestigios de disposición rectilínea, probablemente para limitar el riesgo de inundaciones. La calzada conserva parte de su pavimento y aún son visibles las rodadas dejadas por el paso de los vehículos. La construcción conserva algunos parapetos.